# Rie Rasmussen
 Der er flere personer med dette navn, se Rie Rasmussen (skuespiller).
Rie Rasmussen (født 1. marts 1966) er sanger. Hun er bedst kendt for sin rolle som forsanger og frontfigur igennem 26 år i Danser med Drenge. Hun forlod bandet i 2022 og arbejder nu som solo artist.

## Karriere
Rie Rasmussen debuterede i 1990 med den københavnske gruppe Venus, og medvirkede på flere udgivelser med Michael Falch i 90'erne, inden hun i efteråret 1994 trådte ind i Danser med Drenge som afløser for afdøde Philippa Bulgin, efter en audition hos kapelmester Klaus Kjellerup.
Hendes første opgave i DmD var at indsynge Kjellerups sang til hendes forgænger, Er der nogen i himlen?, som blev udsendt på gruppens 2. album Så længe vi er her i april 1995. Rie Rasmussen stod for alle lead-vokalerne på dette album, og hun har også varetaget vokalerne på samtlige efterfølgende Danser med Drenge-album indtil 2022.
Rie Rasmussens live-debut med Danser med Drenge foregik på et afbud fra Joe Cocker ved Midtfyns Festival i juli 1995 foran 12.000 tilskuere. Siden da har hun sunget op imod 700 koncerter sammen med orkesteret, ofte for mange tusinde tilhørere.
Rie Rasmussens fans er meget dedikerede, og hun er måske den eneste danske sangerinde, der har oplevet sine fans sende dødstrusler til musikbookerne på Smukfest, hvilket skete da festivalen i 2011 valgte at vrage Danser med Drenge fra programmet det år.
I september 2022 offentliggjorde Rie Rasmussen, at hun havde forladt Danser med Drenge.
Hun udsendte sin første single som solo artist, Jeg forstår, i februar 2023 og forventer ifølge sin Facebook-side at udgive et fuldt solo-album senere på året
Hun erstattes i Danser med Drenge af sangerinden Ida Ambrose.

## Diskografi

### Egne udgivelser
- Jeg forstår - single (2023)

### Danser med Drenge
- Så længe vi er her (1995)
- Sig mig ... er De klar over, hvem vi var? (1997)
- Popsamling (2000)
- Live 2001 (2001)
- Som regel er vi glade (2003)
- Hallo hvor det koger (2005)
- Vores Bedste (2006)
- Sådan er det bare (2008)
- 15 år i røg og damp (2009)
- Det handler om penge (2015)
- Skrål ... ! Live i Portalen (2016)
- Så langt, så godt (2018)

### Venus
- Midt i livets træ - single (1990)
- Altid bare en vane - EP (1990)